# Karl Georg Maassen
Karl Georg Maassen (Maaßen), född 23 augusti 1769 i Kleve, död 2 november 1834 i Berlin, var en preussisk politiker.
Maassen utsågs 1816 till direktor för den nyinrättade generalförvaltningen för handel och näringar, inkallades 1817 i statsrådet, blev 1818 generalskattedirektor samt 1830 geheime stats- och finansminister. Han hade tillsammans Johann Albrecht Friedrich von Eichhorn stor betydelse för tillkomsten av Tyska tullföreningen.